# پادشاهی دو سیسیل
پادشاهی دو سیسیل (به ایتالیایی: Kingdom of the Two Sicilies) یک کشور سابق در محدودهٔ کنونی ایتالیا بود که از اتحاد دو حکومت پادشاهی سیسیلی و پادشاهی ناپل طی سال‌های ۱۸۱۶ تا ۱۸۶۰ میلادی تشکیل شده بود.